# 練馬区立光が丘秋の陽小学校
練馬区立光が丘秋の陽小学校（ねりまくりつ ひかりがおか あきのひしょうがっこう）は東京都練馬区にある公立の小学校である。略称は秋の陽小。校舎は旧練馬区立田柄第三小学校のものを使用している。

## 略歴
練馬区では少子化の影響により、国が定める1校当たり12〜18学級を維持することができている学校がないことを理由に、2008年から練馬区教育委員会指揮の下、小学校の統廃合が行われた。その結果、光が丘第七小学校と田柄第三小学校の統合が行われ、光が丘第七小学校は障害者福祉施設の一時移転地となり田柄第三小学校の校舎を光が丘秋の陽小学校の校舎として新たに使うことになった。両小学校は2010年3月末日で廃止し、同年4月に統合された。

## 沿革
| 年         | 月 | 日 | 事項 |
| 平成22     | 4  | 1  | 練馬区立光が丘秋の陽小学校として開校 |
|            |    |    | 「区立学校適正配置第一時実施計画」（平成20年2月策定）に基づき、教育委員会・学校・保護者・地域の代表等で構成する統合準備会を中心に、2年間の統合準備期間をかけて、光が丘第七小学校と田柄第三小学校が統合する。 初代校長 高橋義幸 着任 |
|            | 4  | 6  | 開校式 児童数436名 |
|            |    |    | 第一回入学式 男子36名・女子29名入学 |
|            | 9  | 21 | PTA設立 |
|            | 9  | 30 | 校歌「無限の明日」完成 |
|            | 11 | 12 | 開校記念日 |
|            | 11 | 27 | 開校記念式典 |
| 平成23     | 2  | 17 | 学校応援団設立 |
|            | 4  | 6  | 新校舎落成式 |
|            | 11 | 26 | 新校舎落成記念祝賀会「秋の陽小を祝う会」 |
| 平成24～25 |    |    | 練馬区教育課題研究校指定 |
| 平成24～26 |    |    | 東京都言語能力向上推進校指定 |

## 交通アクセス
- 都営大江戸線 光が丘駅より徒歩約10分